# Berberis chilensis
Berberis chilensis ist eine Pflanzenart aus der Gattung Berberitzen (Berberis) der innerhalb der Familie der Berberitzengewächse (Berberidaceae). Sie stammt aus Chile.

## Beschreibung

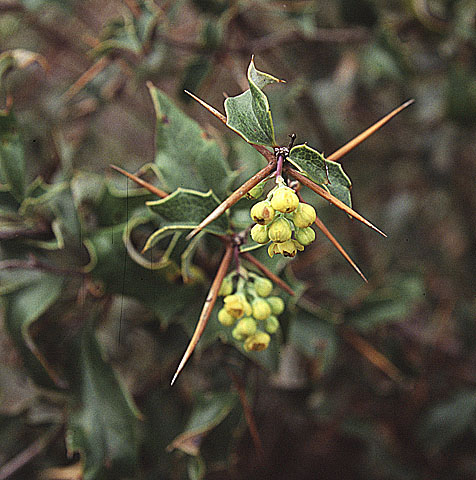
Zweig mit Laubblättern, Dornen und Blütenständen

### Vegetative Merkmale
Berberis chilensis wächst als Strauch und erreicht Wuchshöhen von bis zu 2 Metern. Die Rinde junger Zweige ist glatt und rötlich-braun, manchmal blaugrün gefärbt; mit zunehmendem Alter wird sie grau und weist dann mehr oder weniger faserig. Die Dornen sind ein- bis dreiteilig, die Dornäste zwischen 0,5 und 5,5 Zentimeter lang.
Die Laubblätter sind in Blattstiel und -spreite gegliedert. Der Blattstiel ist bis zu 8 Millimeter lang. Die einfache Blattspreite ist bei einer Länge von 0,5 bis 5 Zentimetern sowie einer Breite von 0,7 bis 2,5 Zentimetern elliptisch bis eiförmig-lanzettlich und entweder der Länge nach gewölbt. Die nach oben gerichteten oder flach mit nach unten umgebogenen Blattränder weisen für gewöhnlich ein bis fünf dornspitze Zähne auf.

### Generative Merkmale
Der traubige Blütenstand ist 1 bis 5 Zentimeter lang und enthält 10 bis 30 Blüten zusammen. Die Blütenstiele sind 3 bis 5 Millimeter lang.
Die zitronengelben, 3 bis 5 Millimeter langen Blüten enthalten 11 bis 14 Blütenhüllblätter.
Die bei einem Durchmesser von 5 bis 7 Millimetern kugelförmigen Früchte weisen einen 1 bis 2 Millimeter langen Griffel auf und enthalten ein bis drei Samen. Die Samen sind 4 bis 5 Millimeter lang.

## Volksnamen
In Chile wird diese Pflanzenart michay, richa, palo amarillo oder espino maulino genannt.

## Systematik
Die Erstbeschreibung von Berberis chilensis erfolgte 1832 durch John Gillies in William Jackson Hookers und George Arnott Walker Arnotts Hooker's Journal of Botany and Kew Garden Miscellany. Volume 3, S. 135. Ein Synonyme für Berberis chilensis Gillies ex Hook. & Arn. ist Berberis fragrans Phil. ex Reiche.
Bei Landrum 1999 und 2003 gibt es zwei Varietäten von Berberis chilensis:
- Berberis chilensis Gillies ex Hook. & Arn. var. chilensis (Syn.: Berberis chilensis var. diffusa (Gay) Reiche, Berberis chilensis var. ferox (Gay) Reiche, Berberis diffusa Gay, Berberis ferox Gay)

Diese Varietät weist gebogene Blätter mit nach oben gerichteten Blatträndern auf; die Ränder selbst sind nicht umgebogen. Die Zähne am Blattrand sind 2 bis 7 Millimeter lang, die Dornen sind 1 bis 5,5 Zentimeter lang. Die Blütezeit liegt im September bis Oktober und die Früchte reifen von November bis März. Diese Varietät ist in Chile ein Endemit von der Región de Coquimbo bis zur Región de la Araucanía. Sie wächst dort in Höhenlagen von 370 bis 1600 Metern.
- Berberis chilensis var. brachybotria (Gay) Landrum (Syn.: Berberis brachybotria Gay, Berberis brachybotria var. brevispina Reiche, Berberis gayi K.Koch)

Diese Varietät weist nahezu flache Laubblätter mit leicht nach unten umgebogenen Blatträndern auf. Die dornspitzen Zähne am Blattrand sind 1 bis 2 Millimeter lang. Die Dornen sind 1 bis 2,5 Zentimeter lang. Die Blütezeit liegt im August bis September und die Früchte reifen von Oktober bis Januar. Diese Varietät ist in Chile ein Endemit in den Küsten-Kordilleren und an der Küste der Región de Coquimbo bis zur Provinz Colchagua.